# Северен Джендем
„Северен Джендем“ е името на резерват, разположен в Национален парк „Централен Балкан“, България.

## Основаване и статут
Обявен е за резерват с обща площ 1610 хектара със Заповед № 995 на Комитета за опазване на природната среда при Министерския съвет от 30.09.1983 година, с цел опазването на няколко отделни екосистеми, както и на скалните и карстови образувания.

## Местоположение
Северният Джендем е резерватът с най-голяма средна надморска височина в НП „Централен Балкан“. Обхваща района между северните склонове на върховете Безименен, Ботев, Малък Юмрук, Ушите, Параджика, Юрушка грамада и Марагидик, ограждащи водосборния басейн на река Видима.

## Геоложки строеж и релеф
Северният Джендем се състои от две геоложки формации. Ниската част (до 1300 м н.в.) е от варовици от периодите юра и креда на мезозойската ера. От 1300 м нагоре до Малкия Юмрук (2340 м) са гранити от палеозоя. В източната част (в областта на Видимското пръскало) гранитът е едрозърнест и с червеникав цвят вследствие на изветрелия фелдшпат. На югозапад (в подножието на Параджика и Юрушка грамада) той става сив, ситнозърнест и много здрав; такъв е и в средната част (около Михова планинка и над нея). В най-западната част (Ботев, Ливадето и Просеката) постепенно преминава в среднозърнест и едрозърнест, сив и много здрав.
Релефът е силно разчленен и богат на скални форми, които много често са труднопроходими. Къси и стръмни вододели, теснини, масивни скални стени с височина до 200 – 300 м и множество водопади по реката и притоците ѝ, най-големи от които са Видимското и Ходжовското пръскало, създават характерната суровост на пейзажа. В билната зона има много обширни тревни заравнености.

## Флора
По-голямата площ от територията на Северния Джендем е покрита с вековни гори – 930 хектара, а високопланинските пасища са близо 680 хектара. Характерен за тези гори е големият наклон на склона, по който растат. Тук се намира едно от най-големите находища на тис в Парка. Характерни са чистите гори от бук със средна възраст над 150 години в по-ниските части на резервата. В среднопланинския пояс се наблюдават обширни смесени буково-елови гори, а в по-високите части чисти гори от ела.
Установени са над 20 ендемични вида растения, от които 13 български и 7 балкански. Тук се намира единственото находище на урумово плюскавиче, както и локални ендемити – ахтарово и анизово шапиче, широколистна камбанка, необичайно съобщество на видовете сибирска хвойна, миртолистен рододендрон и синя боровинка.

## Фауна
Животинският свят е сравнително богат. Установени са повече от 20 вида бозайници – дива коза, кафява мечка, вълк, благороден елен, сърна и други. Непристъпните скали са убежище за голямо количество птици. Срещат се скален орел, сокол скитник, скалолазка и др.
Между резерват „Северен Джендем“ и резерват „Джендема“ съществува естествена връзка. Поради близкото им взаимно разположение между тях протича постоянен преход на животински видове. Тези два резервата опазват най-голямата популация на дива коза в Стара планина.